# Worb
Worb là một đô thị trong huyện Bern-Mittelland, bang Bern, Thụy Sĩ. Đô thị này có diện tích 21,08 km2, dân số thời điểm tháng 12 năm 2020 là 11621 người.